# Jean Médecin

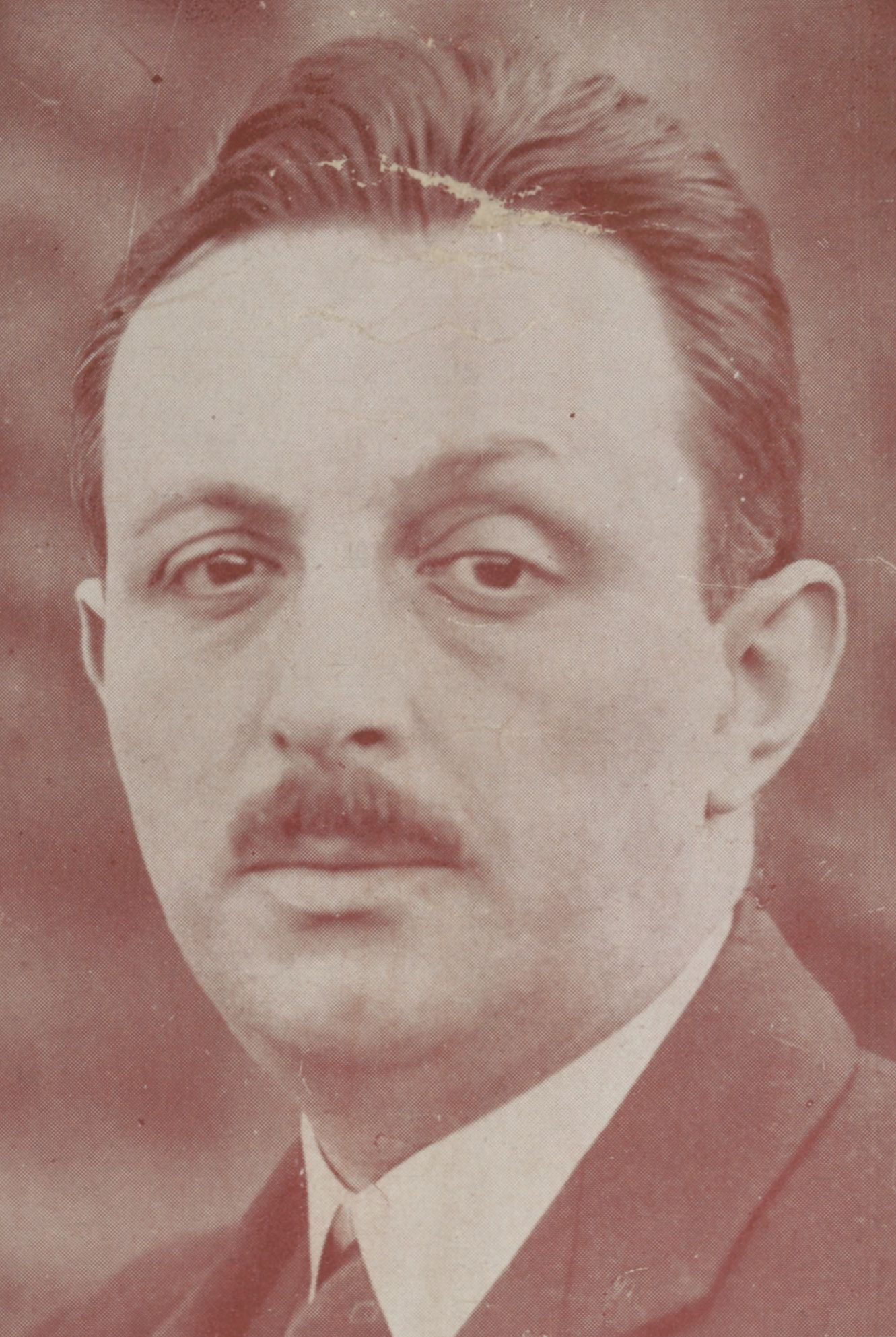

Jean Médecin (Nice, 2 december 1890 - Nice, 18 december 1965) was een Frans politicus. Hij was jarenlang burgemeester van Nice.

## Levensloop
Médecin was een oud-strijder van de Eerste Wereldoorlog. Hij studeerde rechten en werd advocaat. Van 1928 tot 1943 en van 1947 tot 1965 was hij burgemeester van Nice. Na zijn eerste verkiezing wilde hij de stad vernieuwen en liet het stadhuis verbouwen in art-decostijl. Zijn zoon Jacques Médecin was ook burgemeester van Nice.
- Bibliothèque nationale de France: cb12172859d (data)
- Gemeinsame Normdatei: 11908905X
- International Standard Name Identifier: 0000 0000 9256 1008
- Library of Congress Control Number: nr98010868
- Bibliotheek van het Japanse parlement: 001320036
- Système universitaire de documentation: 030278368
- Virtual International Authority File: 15038893
- WorldCat: E39PBJwxMCW3BdTcfkGkdFhmBP